# Troy Carter
Troy Carter (Filadélfia, 14 de novembro de 1972) é o fundador, presidente e director executivo da Coalition Media Group, uma companhia de produção de filmes e televisão de gerenciamento de talento. Carter é responsável por estabelecer carreiras de vários artistas. Ele já trabalhou com Lady Gaga, mas o trabalho chegou ao fim no final de  2013.
Ele está na indústria da música por mais de quinze anos.